# الاتا، کراس-دو-سود
الاتا، کراس-دو-سود (به فرانسوی: Alata, Corse-du-Sud) یک کمون در فرانسه است که در Canton of Ajaccio-7 واقع شده‌است.

## خصوصیات
الاتا ۳۰٫۳۷ کیلومترمربع مساحت و ۲٬۹۵۵ نفر جمعیت دارد و ۴۵۰ متر بالاتر از سطح دریا واقع شده‌است.